# European Junior Cup 2015
La European Junior Cup del 2015 è stata la quinta edizione di questo evento monomarca, riservato ai piloti emergenti. Sviluppatosi su 8 prove in totale, con inizio in Spagna il 12 aprile e conclusione in Francia il 4 ottobre.
Al termine del campionato si è laureato campione europeo il pilota spagnolo Javier Orellana in forza al team Europ Foods, che ha preceduto di 56 punti l'italiano Paolo Grassia. Al terzo posto si piazza il francese Raymond Giullaume, staccato di 59 punti dal leader del campionato.
In questa stagione viene inoltre introdotta la Women's Cup: una classifica a parte riservata ai piloti donna. La prima edizione viene vinta dalla neozelandese Avalon Biddle in forza al team WILsport - CIG che, con centosessantasei punti sopravanza le altre quattro partecipanti a questa classifica.

## Calendario
| Nº | Data         | Gran Premio | Circuito         | Pole Position     | Vincitore gara       | Leader del campionato |
| -- | ------------ | ----------- | ---------------- | ----------------- | -------------------- | --------------------- |
| 1  | 12 aprile    | Spagna      | Aragón           | Mika Pérez        | Javier Orellana      | Javier Orellana       |
| 2  | 19 aprile    | Paesi Bassi | Assen            | Hannes Soomer     | Javier Orellana      | Javier Orellana       |
| 3  | 10 maggio    | Italia      | Imola            | Emanuele Pusceddu | Emanuele Pusceddu    | Javier Orellana       |
| 4  | 24 maggio    | Regno Unito | Donington        | Mika Pérez        | Javier Orellana      | Javier Orellana       |
| 5  | 7 giugno     | Portogallo  | Portimão         | Sam Wilford       | Javier Orellana      | Javier Orellana       |
| 6  | 21 giugno    | Italia      | Misano Adriatico | Javier Orellana   | Giuseppe De Gruttola | Javier Orellana       |
| 7  | 20 settembre | Spagna      | Jerez            | Xavier Pinsach    | Xavier Pinsach       | Javier Orellana       |
| 8  | 4 ottobre    | Francia     | Magny-Cours      | Guillaume Raymond | Javier Orellana      | Javier Orellana       |

## Classifiche

### Classifica Piloti
| Pos. | Pilota                | Spagna (bandiera) | Paesi Bassi (bandiera) | Italia (bandiera) | Regno Unito (bandiera) | Portogallo (bandiera) | Italia (bandiera) | Spagna (bandiera) | Francia (bandiera) | P.ti |
| ---- | --------------------- | ----------------- | ---------------------- | ----------------- | ---------------------- | --------------------- | ----------------- | ----------------- | ------------------ | ---- |
| 1    | Javier Orellana       | 1                 | 1                      | 3                 | 1                      | 1                     | Rit               | 3                 | 1                  | 157  |
| 2    | Paolo Grassia         | 2                 | 8                      | 2                 | 3                      | 20                    | 4                 | 4                 | 5                  | 101  |
| 3    | Guillaume Raymond     | 7                 | 4                      | 5                 | 2                      | 4                     | 3                 | Rit               | 3                  | 98   |
| 4    | Emanuele Pusceddu     | 3                 | 3                      | 1                 | Rit                    |                       | Rit               | 2                 | 4                  | 90   |
| 5    | Dorian Laville        | 10                | 5                      | 6                 | 4                      | 7                     | 6                 | Rit               | 2                  | 79   |
| 6    | Giuseppe De Gruttola  | 10                | 11                     | 4                 | Rit                    | Rit                   | 1                 | 5                 | Rit                | 60   |
| 7    | Hannes Soomer         | 5                 | 2                      | Rit               | 10                     | 5                     | 5                 | NP                |                    | 59   |
| 8    | Sam Wilford           | Rit               | 14                     | 10                | 5                      | 2                     | 12                | 7                 | 10                 | 58   |
| 9    | Alfonso Coppola       | 9                 | 11                     | 8                 | 7                      | 8                     | 2                 | NP                | Rit                | 57   |
| 10   | Harun Çabuk           | Rit               | 16                     | 9                 | 11                     | 9                     | 7                 | 6                 | 8                  | 46   |
| 11   | Matteo Ciprietti      | 6                 | 6                      | Rit               | 9                      | Rit                   | Rit               | 8                 | 9                  | 42   |
| 12   | Stefan Hill           | 14                | 12                     | 12                | 12                     | 10                    | Rit               | 9                 | 7                  | 36   |
| 13   | Illán Fernández       | 8                 | Rit                    | 7                 | 8                      | 6                     |                   |                   |                    | 35   |
| 14   | Dorren Loureiro       | 24                | 9                      | Rit               | 6                      | 12                    | 9                 | Rit               | Rit                | 28   |
| 15   | Xavier Pinsach        |                   |                        |                   |                        |                       |                   | 1                 |                    | 25   |
| 16   | Troy Bezuidenhout     | 17                | 15                     | 14                | 15                     | 11                    | 10                | 10                | 12                 | 25   |
| 17   | Jaimie van Sikkelerus | 12                | 13                     | Rit               | 13                     | 13                    | 11                | 14                | 11                 | 25   |
| 18   | Mika Pérez            | 4                 | Rit                    | Rit               | Rit                    | Rit                   | Rit               | Rit               | 6                  | 23   |
| 19   | Joshua Harland        | 16                | 7                      | 11                | Rit                    |                       | 8                 | NP                | Rit                | 22   |
| 20   | Pedro Nuno            |                   |                        |                   |                        | 3                     |                   |                   |                    | 16   |
| 21   | Tomás Cassano         | Rit               | 17                     | 13                | 16                     | 15                    | 13                | 11                | 16                 | 12   |
| 22   | Themba Khumalo        |                   |                        | Rit               | 18                     | 14                    | 14                | 12                |                    | 8    |
| 23   | Avalon Biddle         | 13                | 24                     | Rit               | 19                     | 16                    | 15                | 19                | 19                 | 4    |
| 24   | Romain Lecarpentier   |                   |                        |                   |                        |                       |                   |                   | 13                 | 3    |
| 25   | Byron Bester          |                   |                        |                   |                        |                       |                   | 13                |                    | 3    |
| 26   | Bryan Castan          |                   |                        |                   |                        |                       |                   |                   | 14                 | 2    |
| 27   | Braeden Ortt          |                   |                        | 16                | 14                     | Rit                   |                   |                   |                    | 2    |
| 28   | Dimitris Karakostas   | 18                | 18                     | 15                | 21                     | 19                    | 16                | 16                | 15                 | 2    |
| 29   | Daniel Drayton        | 19                | 20                     | 17                | 17                     | 18                    | 17                | 15                | Rit                | 1    |
| 30   | Sahid Dahan           | 15                |                        |                   |                        |                       |                   |                   |                    | 1    |
| Pos. | Pilota                | Spagna (bandiera) | Paesi Bassi (bandiera) | Italia (bandiera) | Regno Unito (bandiera) | Portogallo (bandiera) | Italia (bandiera) | Spagna (bandiera) | Francia (bandiera) | P.ti |

| Legenda | 1º posto        | 2º posto            | 3º posto           | A punti      | Senza punti        | Grassetto – Pole position Corsivo – Giro più veloce |
| Legenda | Gara non valida | Non qual./Non part. | Ritirato/Non class | Squalificato | '-' Dato non disp. | Grassetto – Pole position Corsivo – Giro più veloce |

### Women's Cup
In questo Torneo viene assegnato un punteggio a parte alle sole donne partecipanti identico al sistema di punteggio della classifica piloti.
| Pos. | Pilota               | Spagna (bandiera) | Paesi Bassi (bandiera) | Italia (bandiera) | Regno Unito (bandiera) | Portogallo (bandiera) | Italia (bandiera) | Spagna (bandiera) | Francia (bandiera) | P.ti   |
| ---- | -------------------- | ----------------- | ---------------------- | ----------------- | ---------------------- | --------------------- | ----------------- | ----------------- | ------------------ | ------ |
| 1    | Avalon Biddle        | 13                | 24                     | Rit               | 19                     | 16                    | 15                | 19                | 19                 | 4(166) |
| 2    | Anastassia Kovalenko | 21                | 23                     | Rit               | 26                     | 23                    | 20                | 23                | 24                 | 0(112) |
| 3    | Laura Rodríguez      | 22                |                        |                   | 25                     | 22                    | 19                | 22                | 21                 | 0(105) |
| 4    | Viktória Kis         | Rit               | 21                     | 19                | 22                     | 21                    | Rit               |                   | Rit                | 0(86)  |
| 5    | Charley Oakland      |                   |                        |                   | 20                     |                       |                   |                   |                    | 0(20)  |
| Pos. | Pilota               | Spagna (bandiera) | Paesi Bassi (bandiera) | Italia (bandiera) | Regno Unito (bandiera) | Portogallo (bandiera) | Italia (bandiera) | Spagna (bandiera) | Francia (bandiera) | P.ti   |

| Legenda | 1º posto        | 2º posto            | 3º posto           | A punti      | Senza punti        | Grassetto – Pole position Corsivo – Giro più veloce |
| Legenda | Gara non valida | Non qual./Non part. | Ritirato/Non class | Squalificato | '-' Dato non disp. | Grassetto – Pole position Corsivo – Giro più veloce |

## Sistema di punteggio
| Pos.  | 1  | 2  | 3  | 4  | 5  | 6  | 7 | 8 | 9 | 10 | 11 | 12 | 13 | 14 | 15 | 16> |
| ----- | -- | -- | -- | -- | -- | -- | - | - | - | -- | -- | -- | -- | -- | -- | --- |
| Punti | 25 | 20 | 16 | 13 | 11 | 10 | 9 | 8 | 7 | 6  | 5  | 4  | 3  | 2  | 1  | 0   |